# Lam (schaap)

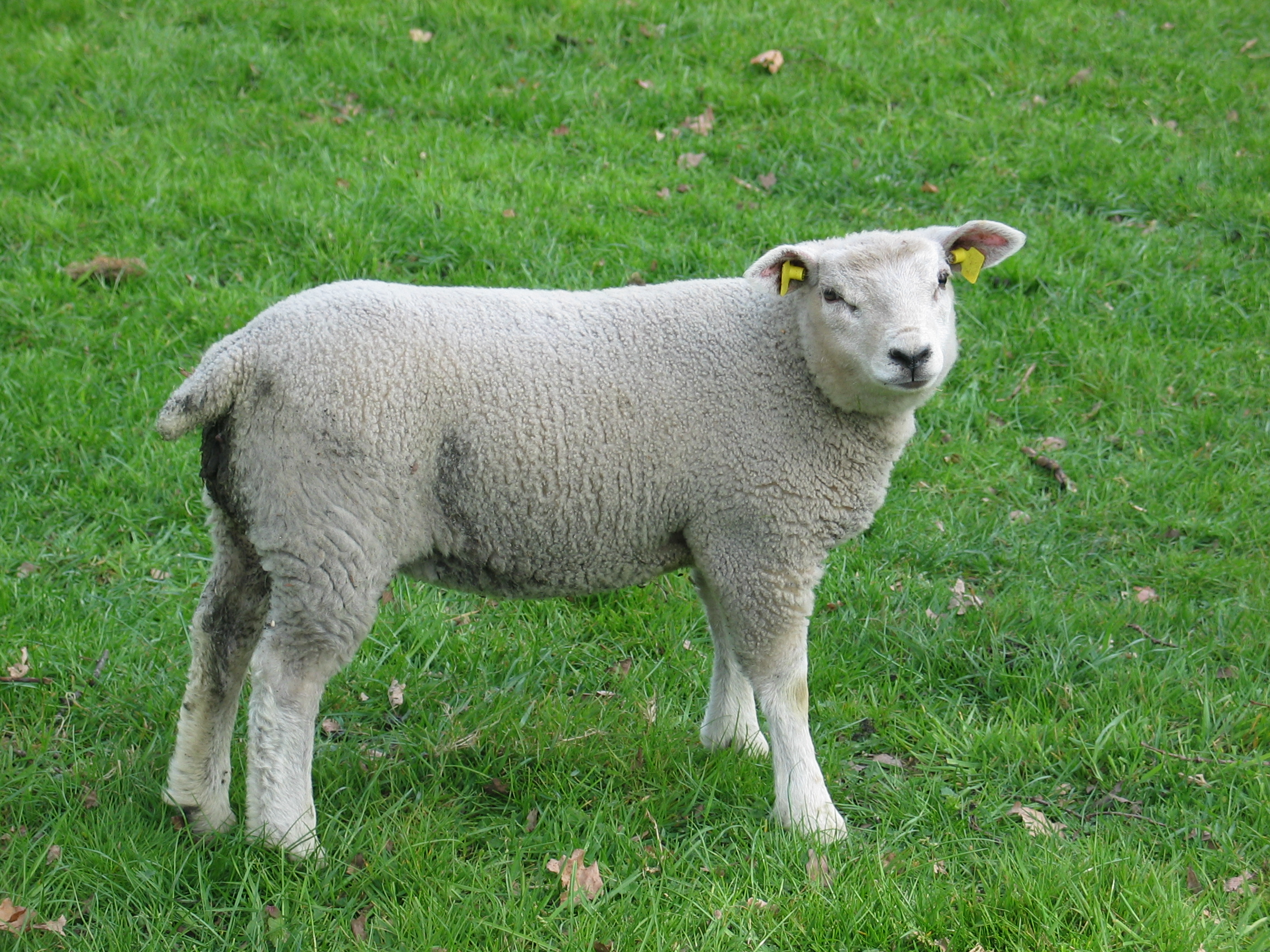
Lammetje in de wei

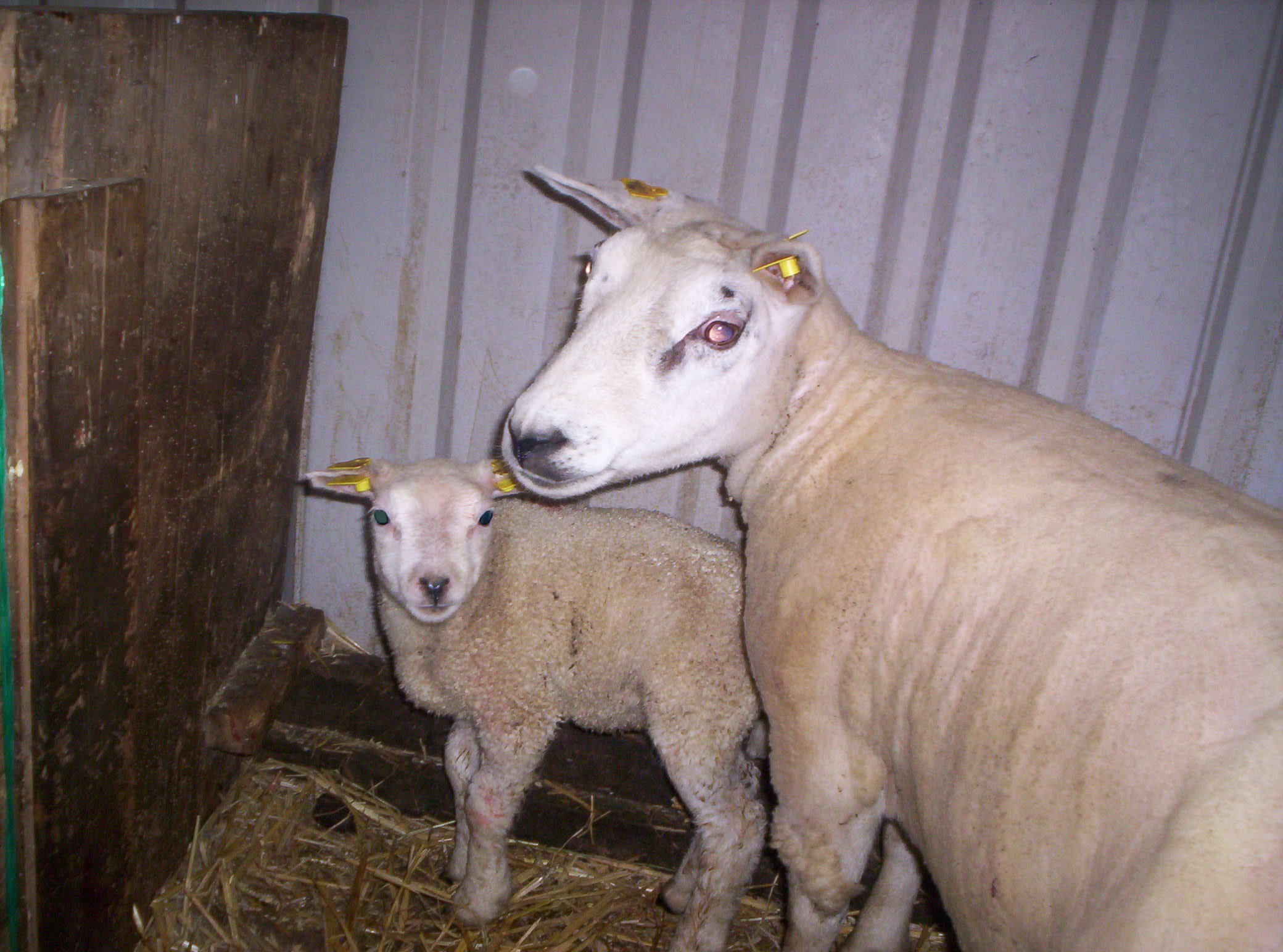
Een lam van één jaar oud met haar eigen eerste lam.

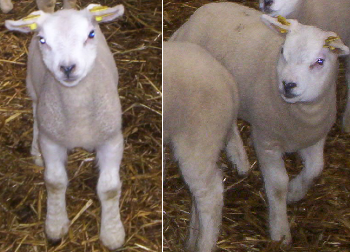
Een ooi (links) en een ram, beide twee weken oud.

Een lam is een jong schaap.

## Dracht
Meestal wordt de ooi in oktober of november gedekt en lammert ze zo'n 145 dagen later, dus in maart of april. De ooilammetjes worden vaak nog in hetzelfde jaar gedekt en krijgen dan in de lente zelf hun eerste lam. Bij het krijgen van een lam door zo'n jonge ooi zijn ooi en lam(meren) kwetsbaarder en is er een grotere kans dat het misgaat, omdat het moederschaap nog niet volgroeid is. Meestal heeft een ooi bij de eerste dracht één lam en de daaropvolgende jaren per dracht 2 of meer lammeren.

## Voeding en eerste tijd
Een zuiglam is een lammetje dat nog bij zijn moeder drinkt. Al vanaf de geboorte zijn de meeste lammetjes qua geslacht van elkaar te onderscheiden. De rammetjes hebben zichtbare teelballetjes en de ooitjes niet. Daarnaast is de bouw en lichaamsstructuur van de rammetjes iets steviger. De ooien zijn vaak wat teerder en lichter gebouwd. Als de ooi niet voldoende melk heeft voor al haar lammeren, kunnen deze worden bijgevoed met de fles of met de lambar. Een lambar is een soort emmer met spenen eraan. Ook verstoten lammeren worden door de schapenhouder met een fles gevoed. Zo'n lam wordt een leplam, potlam, paplam of "woutertje" (in het Fries) genoemd. Lammetjes blijven heel lang dartel en springerig, zelfs tot anderhalf jaar na hun geboorte.

## Betekenis mensen
Het verschijnen van lammetjes in de weide is in gebieden met seizoenen voor veel mensen een teken dat het lente is. 
Lamsvlees is vlees van schapen die minder dan een jaar oud zijn. Het is magerder dan het vlees van volwassen schapen.
|  |
|  |